# Eurostacris
Eurostacris is een geslacht van rechtvleugeligen uit de familie Romaleidae. De wetenschappelijke naam van dit geslacht is voor het eerst geldig gepubliceerd in 1978 door Descamps.

## Soorten
Het geslacht Eurostacris omvat de volgende soorten:
- Eurostacris corporosa Descamps, 1978
- Eurostacris parnayari Amédégnato & Poulain, 1986
- Eurostacris puncticrus Descamps, 1978
- Eurostacris spinifera Descamps, 1978